# USS Wake Island (CVE-65)
Авіаносець «Вейк Айленд» (англ. USS Wake Island (CVE-65)) — ескортний авіаносець США часів Другої світової війни, типу «Касабланка».

## Історія створення
Авіаносець «Вейк Айленд» був закладений 6 лютого 1943 року на верфі Kaiser Shipyards у Ванкувері під ім'ям «Dolomi Вау», але 3 квітня 1943 року був перейменований на «Вейк Айленд». Спущений на воду 15 вересня 1943 року, вступив у стрій 7 листопада 1943 року.

## Історія служби
Після вступу в стрій авіаносець «Вейк Айленд» протягом квітня-серпня 1944 року входив до складу пошуково-ударної групи, яка діяла в Атлантиці. 2 липня 1944 року літаки з авіаносця потопили німецький підводний човен U-543.
В кінці 1944 року «Вейк Айленд» був переведений на Тихий океан, де брав участь в десантних операціях в затоці Лінгаєн (о. Лусон, січень 1945 року), в битві за Іодзіму (лютий-березень 1945 року) та битві за Окінаву (квітень 1945 року).
3 квітня корабель був пошкоджений влучанням двох камікадзе, після чого вирушив у США для ремонту.
Після ремонту авіаносець «Вейк Айленд» брав участь в експериментах з реактивними літаками — 5 листопада 1945 року на його палубу здійснив першу посадку реактивний винищувач FR-1 «Файрбол».
5 квітня 1946 року авіаносець «Вейк Айленд» був виведений в резерв, 17 квітня виключений зі списків флоту та проданий на злам наступного року